# Litoria iris
Espèce
Synonymes
- Hyla iris Tyler, 1962

Statut de conservation UICN

 LC  : Préoccupation mineure
Litoria iris est une espèce d'amphibiens de la famille des Pelodryadidae.

## Répartition
Cette espèce est endémique de Nouvelle-Guinée. Elle se rencontre entre 800 et 2 000 m d'altitude, depuis les Star mountains en Indonésie jusqu'à Okapa dans les monts Bismarck en Papouasie-Nouvelle-Guinée.

## Description
Les mâles mesurent de 24 à 36 mm et les femelles de 34 à 43 mm.

## Publication originale
- Tyler, 1962 : New hylid frog from the Central Highlands of New Guinea. Records of the South Australian Museum, vol. 14, p. 253-258 (texte intégral).